# Saison 2 de Touch
 (mai 2024).
La mise en forme du texte ne suit pas les recommandations de Wikipédia : il faut le « wikifier ».
Les points d'amélioration suivants sont les cas les plus fréquents. Le détail des points à revoir est peut-être précisé sur la page de discussion.
- Les titres sont pré-formatés par le logiciel. Ils ne sont ni en capitales, ni en gras.
- Le texte ne doit pas être écrit en capitales (les noms de famille non plus), ni en gras, ni en italique, ni en « petit »…
- Le gras n'est utilisé que pour surligner le titre de l'article dans l'introduction, une seule fois.
- L'italique est rarement utilisé : mots en langue étrangère, titres d'œuvres, noms de bateaux, etc.
- Les citations ne sont pas en italique mais en corps de texte normal. Elles sont entourées par des guillemets français : « et ».
- Les listes à puces sont à éviter, des paragraphes rédigés étant largement préférés. Les tableaux sont à réserver à la présentation de données structurées (résultats, etc.).
- Les appels de note de bas de page (petits chiffres en exposant, introduits par l'outil «  Source ») sont à placer entre la fin de phrase et le point final[comme ça].
- Les liens internes (vers d'autres articles de Wikipédia) sont à choisir avec parcimonie. Créez des liens vers des articles approfondissant le sujet. Les termes génériques sans rapport avec le sujet sont à éviter, ainsi que les répétitions de liens vers un même terme.
- Les liens externes sont à placer uniquement dans une section « Liens externes », à la fin de l'article. Ces liens sont à choisir avec parcimonie suivant les règles définies. Si un lien sert de source à l'article, son insertion dans le texte est à faire par les notes de bas de page.
- La présentation des références doit suivre les conventions bibliographiques. Il est recommandé d'utiliser les modèles {{Ouvrage}}, {{Chapitre}}, {{Article}}, {{Lien web}} et/ou {{Bibliographie}}. Le mode d'édition visuel peut mettre en forme automatiquement les références.
- Insérer une infobox (cadre d'informations à droite) n'est pas obligatoire pour parachever la mise en page.

Pour une aide détaillée, merci de consulter Aide:Wikification.
Si vous pensez que ces points ont été résolus, vous pouvez retirer ce bandeau et améliorer la mise en forme d'un autre article.
Chronologie
Saison 1
Cet article présente les treize épisodes de la deuxième et ultime saison de la série télévisée américaine Touch.

## Synopsis
Un père découvre que son fils muet est autiste et qu'il est capable de prédire l'avenir en observant et en manipulant des nombres.

## Distribution

### Acteurs principaux
- Kiefer Sutherland (VF : Patrick Béthune) : Martin Bohm
- David Mazouz (VF : Hervé Loeffler) : Jacob « Jake » Bohm
- Maria Bello (VF : Sybille Tureau) : Lucy Robbins, la mère d'Amelia (épisodes 1 à 8)
- Lukas Haas (VF : Alexandre Gillet) : Calvin Butterfield
- Saïd Taghmaoui (VF : Julien Kramer) : Guillermo Ortiz (épisodes 1 à 10)
- Saxon Sharbino (VF : Adeline Chetail) : Amelia

### Acteurs récurrents
- Bodhi Elfman (VF : Yann Le Madic) : Avram
- Linda Gehringer (VF : Martine Meiraghe) : Frances Norburg
- Greg Ellis (VF : Xavier Fagnon) : Trevor Wilcox
- Adam Campbell (VF : Geoffrey Vigier) : Tony Rigby
- Ray Santiago (VF : Fabrice Fara) : Reuben Santiago, un pirate informatique de BreakWire
- Frances Fisher (VF : Josiane Pinson) : Nicole Farington
- John Boyd (VF : Damien Ferrette) : Kase
- Isabella Acres : Soleil Friedman

### Invités
- Dileep Rao : Vikash Nayar (épisodes 1 et 2)
- Kirk B. R. Woller (en) (VF : Sam Salhi) : le détective privé (épisode 1)
- Ray Proscia : Frederick LeMay (épisode 1)
- John Prosky : Lawrence Pearl (épisodes 1 et 12)
- Madison Leisle (en) : Nicole (épisode 1)
- Susan Angelo : Jeanne Black (épisode 1)
- Randy Oglesby (en) (VF : Patrice Dozier) : Carl Hirsch (épisodes 2, 5 et 6)
- Wendy Benson-Landes : Beth Friedman (épisodes 2 et 5)
- Ayelet Zurer : Rosemary Mathis (épisode 2)
- Kristin Burke : Louise (épisode 2)
- Dimiter D. Marinov (VF : Sam Salhi) : le chauffeur de taxi (épisode 2)
- Audrey Marie Anderson : Mallory Kane (épisode 3)
- Mackenzie Astin (en) : M. Kane (épisode 3)
- Patricia Béthune : Miss Herrera (épisode 3)
- Patricia Rae (en) : Sophia Corliss (épisode 3)
- Alex Ruiz : Vicente Corliss (épisode 3)
- Rob Nagle : l'Inspecteur Latham (épisode 4)
- Candice Coke : Patricia Grimes (épisode 4)
- John Barbolla : Doorman (épisode 4)
- David Hoflin (en) (VF : Hervé Grull) : William Norburg (épisodes 5, 8 et 12)
- Manuel Garcia-Rulfo : Père Esteban (épisode 5)
- Castulo Guerra : Père San Felipo (épisode 5)
- Eric Lange : Dr Stanley (épisode 6)
- Ransford Doherty : Park Ranger (épisode 6)
- Leslie Stevens : Katie (épisode 6)
- Keith David : Dutch (épisode 7)
- Krystal Marshall : Claire (épisode 7)
- Gabriel Luna : Ted (épisode 7)
- Christina Scherer : Julie (épisode 7)
- Bill Parks : Philip (épisode 7)
- Ana Maria Lagasca : Isidora (épisode 7)
- John Lacy : Jerry Woods (épisode 8)
- Gonzalo Menendez : Cooper (épisode 8)
- Katherine McNamara : Evie Woods (épisode 8)
- D. B. Sweeney (VF : Loïc Houdré) : Tanner (épisodes 8, 11 et 12)
- Paul Vincent O'Connor : Philip Green (épisodes 8 et 9)
- Annie Wersching : Dr Kate Gordon (épisode 9)
- Scott Klace (en) : Ben Miller (épisode 9)
- Jamie McShane : Mike O'Brien (épisode 9)
- Karis Campbell : Jenny O'Brien (épisode 9)
- George Wyner : Lee Zedner (épisode 9)
- Kevin E. West : Dixon (épisode 9)
- Blake Bertrand : Max O'Brien (épisode 9)
- Samantha Whittaker : Nell Plimpton (épisodes 10 et 12)
- David de Lautour (en) : Simon Plimpton (épisode 10)
- Mykelti Williamson (VF : Frantz Confiac) : l'inspecteur Lange (épisodes 10, 11 et 12)
- Ravil Isyanov : le propriétaire de l'hôtel (épisode 10)
- David H. Lawrence XVII (en) : l'employé de la morgue (épisode 10)
- David Ury : Rizzi (épisode 10)
- Jennifer Riker : l'inspectrice Rose Tyler (épisode 11)
- Travis Aaron Wade : Shane Stevens (épisode 11)
- Brian Maillard : Randy Kitson (épisode 11)
- Leland Orser (VF : William Coryn) : Dr Linus (épisodes 11 et 12)
- Bernard White : Dr Robert McCormick (épisodes 11 et 12)
- Sumalee Montano : l'infirmière Liz (épisode 12)
- Ron Rifkin : Isaac (épisode 13)
- Margaret Easley (en) : l'infirmière Judy (épisode 13)

## Production
Le 9 mai 2012, Fox a renouvelé la série pour une deuxième saison.

### Casting
En août 2012, les acteurs Saïd Taghmaoui, Lukas Haas et Saxon Sharbino obtiennent un rôle principal tandis qu'Adam Campbell, Ray Santiago et Greg Ellis, de leur côté, ont obtenu un rôle récurrent pour cette saison,.
En novembre 2012, l'actrice Annie Wersching obtient un rôle pour un épisode et D. B. Sweeney, un rôle récurrent pour la saison.
En décembre 2012, l'acteur Ron Rifkin obtient un rôle dans l'épisode final.

### Diffusions
La diffusion originale était initialement prévue pour le 26 octobre 2012, puis pour le 1er février 2013. La première est finalement diffusée le 8 février 2013 sur Fox avec un épisode double. Au Canada, la diffusion a lieu en simultané sur le réseau Global.
La diffusion francophone s'étale, en France, du 6 octobre 2013 au 26 octobre 2013 sur M6 et au Québec, à partir du 15 janvier 2014 sur AddikTV,.
Cette saison est inédite dans tous les autres pays francophones.

## Liste des épisodes

### Épisode 1:Amélia
- États-Unis /  Canada : 8 février 2013 sur Fox[9] / Global
- France : 6 octobre 2013 sur M6
- Québec : 15 janvier 2014 sur AddikTV
- Belgique : date inconnue
- Suisse : date inconnue

- États-Unis : 3,94 millions de téléspectateurs[11] (première diffusion)
- France : 1,12 million de téléspectateurs[12](première diffusion)

- Dileep Rao (Vikash Nayar)
- Kirk B. R. Woller (le détective privé)
- Ray Proscia (Frederick LeMay)
- John Prosky (Lawrence Pearl)
- Madison Leisle (Nicole)
- Susan Angelo (Jeanne Black)

### Épisode 2:Ombre et Lumière
- États-Unis /  Canada : 8 février 2013 sur Fox / Global
- France : 12 octobre 2013 sur M6
- Québec : 22 janvier 2014 sur AddikTV

- États-Unis : 3,59 millions de téléspectateurs[11] (première diffusion)
- France : 2,04 millions de téléspectateurs[13](première diffusion)

- Dileep Rao (Vikash Nayar)
- Randy Oglesby (en) (Carl Hirsch)
- Wendy Benson-Landes (Beth Friedman)
- Ayelet Zurer (Rosemary Mathis)
- Kristin Burke (Louise)
- Dimiter D. Marinov (le chauffeur de taxi)

Un clochard (en fait le père de Vikash Nayar) est enlevé sous un pont. Amélia placée sous tutelle dans une maison fait des crises. Martin explique au journaliste Trevor, qu'Astor Corps en veut à Jake, tout comme ils l'ont fait avec Amélia à la suite du faux acte de décès de Jake. Grâce au chiffre de Jake il rencontre Vikash associée avec Calvin Norbert depuis le discours lapidaire de ce dernier et l'effondrement des actions d'Astor Corps. Frances se dispute avec Karl au sujet de son prétendu départ pour Paris, en fait elle doit disparaitre tout simplement.

### Épisode 3:Au-delà des frontières
- États-Unis /  Canada : 15 février 2013 sur Fox / Global
- France : 12 octobre 2013 sur M6
- Québec : 29 janvier 2014 sur AddikTV

- États-Unis : 2,56 millions de téléspectateurs[14] (première diffusion)
- France : 1,8 million de téléspectateurs[13](première diffusion)

- Audrey Marie Anderson (Mallory Kane)
- Mackenzie Astin (en) (M. Kane)
- Patricia Béthune (Miss Herrera)
- Patricia Rae (Sophia Corliss)
- Alex Ruiz (Vicente Corliss)

Jake tient à suivre Lucy à la cafétéria où il dessine un astéroïde qu'il donne à une voisine de table qui s'enfuit. Il lui vole une lettre prévenant de son suicide. Destiné à un marine, ce dernier lui apprend que sa sœur jumelle a été égorgée, parce qu'elle semblait posséder des dons. Martin reçoit un RDV tel et demande une carte de presse pour rencontrer Calvin. La seule personne pouvant lui fournir un passe à l'espace sécurisé d'Altor Corps est Maloy Kane qui est emprisonnée au Pakistan. Lucy sauve la sœur au moment où elle allait se suicider. Cette dernière lui raconte avoir ramené le tueur à la maison, mais que malgré les ciseaux plantés dans sa gorge, il égorge sa sœur jumelle à son arrivée et est reparti les ciseaux toujours dans la gorge. Son neveu Vincente s’inquiète pour elle.

### Épisode 4:La tempête approche
- États-Unis /  Canada : 22 février 2013 sur Fox / Global
- France : 12 octobre 2013 sur M6
- Québec : 5 février 2014 sur AddikTV

- États-Unis : 2,51 millions de téléspectateurs[15] (première diffusion)
- France : 1,7 million de téléspectateurs[13](première diffusion)

- Rob Nagle (l'inspecteur Latham)
- Candice Coke (Patricia Grimes)
- John Barbolla (Doorman)

Avram téléphone à Martin et lui parle de la progression de Jake mais il est suivi par le tueur inconnu, repéré par Susie. Le tueur s'introduit chez Avram, mais se cache à l'arrivée de celui-ci. Calvin remet à Martin le badge rouge lui permettant d’accéder à la fameuse pièce 1075. Mais les serveurs ont été déplacés et contre l'avis de Calvin, Martin fait un marché avec Tony contre Calvin, mais si martin réussi à récupérer les fameux fichiers Tony place un tracker sur le portable de Martin. Le tueur prend contact avec Avram et lui avoue sa connaissance avec le Dr Teller et être en quête des 36. Il sait que Jake en fait partie.
Francesse se demande pourquoi Amélia a ajouté les quatre chiffres 5991, chiffres que Jake inscrit lui aussi de son côté.
À l'école, Jake retrouve le lapin égaré et, fait inattendu par Soleil, Jake se laisse congratuler par le contact avec les autres élèves.
Avram, de mèche avec le blanchisseur de l'hôtel Middleton où loge le tueur, obtient un passe, il s'introduit dans la chambre 5991 et découvre le dossier du tueur, qui revient à l'improviste. Son nom est Guillermo Edouardo Ortiz des jésuites et lui avoue vouloir éliminer les 36. Il épargne Avram parce qu'il n'en fait pas partie.
Calvin qui détient Amélia découvre que Jake est encore plus doué qu'elle et qu'il est le fils de Martin Bishop.
La tension monte entre Martin et Calvin quand Martin lui rapporte les fichiers d'Alcord Corps et lui avoue les avoir ouverts.

### Épisode 5:La Loi de l'attraction
- États-Unis /  Canada : 1er mars 2013 sur Fox / Global
- France : 12 octobre 2013 sur M6
- Québec : 12 février 2014 sur AddikTV

- États-Unis : 2,9 millions de téléspectateurs[16] (première diffusion)
- France : 1,4 million de téléspectateurs[13](première diffusion)

- David Hoflin (William Norburg)
- Randy Oglesby (en) (Carl Hirsch)
- Wendy Benson-Landes (Beth Friedman)
- Manuel Garcia-Rulfo (père Esteban)
- Castulo Guerra (père San Felipo)

Jake et Amélia se rencontrent en rêve. Au réveil il fait sauter le micro-onde qui affiche 8877. Déjeunant dehors, ils se font prendre en filature à leur sortie. Jake est invité à jouer chez les parents de Soleil, dont il s'avère que le grand père est l'amant de Francess. Grâce au portable de ce dernier Jake trouve le tel de Francess et tombe sur Amélia à qui il transmet le code 8877.
Guillermo Ortiz se confesse et admet ses meurtres et faire partie des 36 mais l'abbé lui refuse l'absolution.
Martin, Susie et Trevor découvre l'identité de Francess Norberg mère de 2 enfants dont William, devenu un légume à la suite de l'accident provoqué par son frère Calvin. Elle est l'administratrice d'une clinique psy, dont le donateur n'est autre que Calvin qui s'investit dans la recherche sur le cerveau pour sauver son frère en se servant de personne comme Amélia.
Pendant la session cuisine chez Soleil Jake s'enfuie et Martin prévenu par le Grand père part à sa recherche. Susie resté à l’hôpital surprend un appel de Francess lui signalant la disparition d'Amélia. Elle se rend dans la chambre de William le frère de Calvin et l'appelle pour lui signaler un soi-disant progrès de ce dernier. Elle menace de tuer William, avant de s'enfuir poursuivi par la sécurité.
Au 8877 Jake et Amelia jouent tour à tour à DONKEY KONG en laissant un score de 29. Martin et Susie retrouve Jake et aperçoivent Amelia avant qu'elle ne se refasse kidnapper par Francess dans une voiture Bleue.
L’abbé qui a confessé Guillermo Ortiz et refusé de lui donner l'absolution pour ses meurtres prend le risque de l’excommunication et se rend au commissariat où il est égorgé à son tour par Guillermo dans les toilettes.

### Épisode 6:Ondes négatives
- États-Unis /  Canada : 8 mars 2013 sur Fox / Global
- France : 19 octobre 2013 sur M6
- Québec : 19 février 2014 sur AddikTV

- États-Unis : 2,6 millions de téléspectateurs[17] (première diffusion)
- France : 1,99 million de téléspectateurs[18](première diffusion)

- Randy Oglesby (en) (Carl Hirsch)
- Eric Lange (Dr Stanley)
- Ransford Doherty (Park Ranger)
- Leslie Stevens (Katie)

Martin se réveille et constate l'absence de Susie, présentant une signal à la police. Il décide d’évacuer avec Jake mais celui s'attarde sur la fréquence 89.20 et un cahier de Soleil. En se rendant chez Soleil, Martin se rend compte que le grand père de Soleil est le mari de Francess. Susie a réussi à enlever Calvin.
Amélia se rebelle après avoir compris qu'elle avait vu sa mère sur la jetée. Elle s'en prend violemment à Francess.
Guillermo contre l'avis du garde forestier, monte pour prier au sommet. Il tombe sur un chirurgien qui tente de se repentir de la mort d'un de ses patients.
Susie cuisine Calvin qui lui promet de lui rendre sa fille en échange de Jake, tandis que martin tambourine sans succès à la porte de Calvin.
Martin laisse Jake en compagnie de Trevor mais Susie sous la pression de Calvin va récupérer Jake chez Trevor pour faire l'échange. Alerté par Trévor Martin fonce récupérer son fils des mains de Susie.

### Épisode 7:La Peur
- États-Unis /  Canada : 15 mars 2013 sur Fox / Global
- France : 19 octobre 2013 sur M6
- Québec : 26 février 2014 sur AddikTV

- États-Unis : 2,22 millions de téléspectateurs[19] (première diffusion)
- France : 1,90 million de téléspectateurs[18](première diffusion)

- Keith David (Dutch)
- Krystal Marshall (Claire)
- Gabriel Luna (Ted)
- Christina Scherer (Julie)
- Bill Parks (Philip)
- Ana Maria Lagasca (Isidora)

### Épisode 8:Trajectoires
- États-Unis /  Canada : 22 mars 2013 sur Fox / Global
- France : 19 octobre 2013 sur M6
- Québec : 5 mars 2014 sur AddikTV

- États-Unis : 2,79 millions de téléspectateurs[20] (première diffusion)
- France : 1,66 million de téléspectateurs[18](première diffusion)

- David Hoflin (William Norburg)
- John Lacy (Jerry Woods)
- Gonzalo Menendez (Cooper)
- D. B. Sweeney (Tanner)
- Katherine McNamara (Evie Woods)
- Paul Vincent O'Connor (Philip Green)

### Épisode 9:Une étrange machine
- États-Unis /  Canada : 29 mars 2013 sur Fox / Global
- France : 19 octobre 2013 sur M6
- Québec : 12 mars 2014 sur AddikTV

- États-Unis : 2,37 millions de téléspectateurs[21] (première diffusion)
- France : 1,42 million de téléspectateurs[18](première diffusion)

- Paul Vincent O'Connor (Philip Green)
- Scott Klace (Ben Miller)
- Annie Wersching (Dr Kate Gordon)
- Jamie McShane (Mike)
- Karis Campbell (Jenny)

Avram rend visite à Martin et Jake. Martin se rend chez Trevor et se rend compte que le condamné à mort pour la nuit Philippe Green (accusé de cambriolage et de la mort de trois civils) n'est autre que celui sur le papier qu'Amélia a donné à Jake pour le donner à son père. Mike reçoit un coup de fil pour une mise à mort.
Martin réussi à rencontrer Ph. Green puis sa fille qui refuse toujours de le rencontrer. Mais Martin se rend compte qu'il n'y a eu aucun cambriolage dans la boutique et que les 3 morts sont des membres de MOEBIUS, filiale d'Alter Corps. Martin fait tout son possible pour amener la fille de Green à la prison. Green lui cède une machine de cryptage incomplète, mais lui révèle que Jake saura la faire marcher.
Trevor vient apprendre à Martin la mort de Lucy. 

### Épisode 10:La Pierre de Nell
- États-Unis /  Canada : 5 avril 2013 sur Fox / Global
- France : 26 octobre 2013 sur M6
- Québec : 19 mars 2014 sur AddikTV

- États-Unis : 2,29 millions de téléspectateurs[22] (première diffusion)
- France : 1,88 million de téléspectateurs[23](première diffusion)

- Samantha Whittaker (Nell Plimpton)
- David de Lautour (Simon Plimpton)
- Mykelti Williamson (l'inspecteur Lange)
- David Ury (Rizzi)
- David H. Lawrence XVII (l'employé de la morgue)
- Ravil Isyanov (le propriétaire de l'hôtel)

Trevor apprend à Martin la mort de Lucy. Après la mort de cette dernière, Amélia avoue à Jake avoir été guidé vers lui et son père. Elle ne veut pas révéler sa présence parce qu'elle sait que Guillermo est toujours vivant et à leurs trousses. Jake montre à Amélia la machine et le chiffre 10 26 2000. Martin suit une piste pour trouver Guillermo, qui, lui, traque le Dr Nell Plimpton, l'un des fameux « 36 ». Martin apprend à Jake la Mort de Lucy et celui-ci lui montre la machine et parle pour la première pour demander à son père de trouver Guillermo.
Pendant qu'Avram surveille Jake, ce dernier, à la vue d'une affiche contenant les chiffres 2013 et 1026, s'enfuit dans un bus en direction de l'aéroport international, bus dans lequel se trouve Amélie. À l'aéroport, Jake trouve la caisse et il écrit des chiffres bizarres à l'intérieur. Ils s'embarquent tous deux dans la fourgonnette du livreur qui vient de prendre la caisse en charge, sous la désapprobation d'Avram.
Pendant ce temps, Calvin Norburg rencontre Nicole Farington, le chef de la C.E.O d'Aster Corps, qui lui présente le premier ordinateur quantique, dans une tentative de le faire revenir à la société.
Arrivés à destination, Jake et Amélia pénètrent dans l’université à la recherche de la salle 1026. Martin apprend que c'est Nell Plimpton qui a découvert la pierre chiffrée et qu'elle se trouve à l’université St Mathiew, à L.A.
Jake et Amélia retrouvent la caisse contenant la pierre mais quand Jake décrypte les chiffres dans la caisse, il est troublé par la présence de Guillermo qui continue de suivre le Dr Plimpton. Ce dernier tente de tuer le docteur mais en est empêchée par la pensée de Jake ; elle arrive à s'enfuir... Martin arrive à l'université. Il tombe sur Guillermo, qui, après une brève bataille, s'égorge lui-même parce qu'il n'a pas retrouvé le repère des 7. Jake lui prend son pendentif.

### Épisode 11:Au banc des accusés
- États-Unis /  Canada : 26 avril 2013 sur Fox / Global
- France : 26 octobre 2013 sur M6
- Québec : 26 mars 2014 sur AddikTV

- États-Unis : 2,22 millions de téléspectateurs[24] (première diffusion)
- France : 1,8 million de téléspectateurs[23](première diffusion)

- D. B. Sweeney (Tanner)
- Leland Orser (Dr Linus)
- Bernard White (Dr Robert McCormick)
- Jennifer Riker (l'inspectrice Rose Tyler)
- Travis Aaron Wade (Shane Stevens)
- Mykelti Williamson (l'inspecteur Lange)
- Brian Maillard (Randy Kitson)

Deux individus armés s'introduisent chez Jake qui trouve refuge chez Avram avec Jake et Amélia.
Incident pour Astor Corps, un de leurs patients le Dr McCormik a été repéré en ville par un des marines qu'il a soignés. Mais ce dernier a signalé sa disparition. Nicole Farington ordonne au Dr Linus de doubler la dose. Ce dernier le sauve in extremis après la surdose infligée par Farington.
Martin partage avec Avram son envie de tout partager avec l'inspecteur Lange mais Jake lui amène le numéro 3021.
Jake remet à Avram l'amulette dérobée à Guillermo ainsi que les mêmes chiffres 3021, laissant Avram dans le doute car le somme des chiffres fait 6 (sauvetage, guérison) mais selon lui dans les mains de Guillermo c'est devenu une arme de destruction. Il s'avère que ce numéro correspond à un dossier d'un médecin militaire miracle qui a sauvé 5 marines au combat. Le Dr MacCormick, avec le numéro d'un marines 'stevens' à contacter.
Contrairement aux recommandations de Martin, Avram et Jake rencontrent ce marine sauvé par le docteur. Ce dernier leur explique les problèmes du docteur après sa démobilisation. Disparu depuis 3 mois le marine reconnait le docteur en ville mais agressé par 2 hommes il ne peut que constater l’enlèvement du docteur. Ne faisant pas confiance à Avral il s'enfui en percutant un cycliste. Jake récupère le portable portant une adresse en cas de perte.
Martin et Amélia se rendent au commissariat et avouent toute l'histoire à l’inspecteur Lange ainsi que l'implication de Tony, qui sera arrêté plus tard à la station 3012.
Amélia explique son histoire à l'inspecteur Lange. Placée dans un internat dirigé par feu le Dr Teller, à 8 ans, qu'ensuite ces parents ne voulaient plus la voir, qu'on lui a changé son nom en Angeline Denver, menée à Los Angeles pour des études sur son cerveau, puis transférée dans le désert. Elle explique au policier que ce sont eux qui l'ont retrouvée. Mais partie séparément elle s'échappe de la voiture pendant que les agents d'Alter Corps assassine sa mère.
Le revolver qui a tué Lucy est retrouvé avec les empreintes de Martin qui est arrêté. La caution est fixée à 2 millions de $ malgré l'intervention de l'inspecteur Lange. C'est Calvin qui paye la caution parce qu'il a toujours une dent contre Alter Corps qui a assassiné sa mère...
Avram et Jake rapportent l'objet dérobé par Jake lors de la chute de Vélo et tombent sur le Dr McCormick, qui ne veut pas de leur aide.
Avram qui ne veut pas monter en voiture avec Martin et Amélia sur le trace de Jake se fait kidnapper quelques minutes après.

### Épisode 12:Le Repère des 7
- États-Unis /  Canada : 3 mai 2013 sur Fox / Global
- France : 26 octobre 2013 sur M6
- Québec : 2 avril 2014 sur AddikTV

- États-Unis : 2,19 millions de téléspectateurs[25] (première diffusion)
- France : 1,6 million de téléspectateurs[23](première diffusion)

- Leland Orser (Dr Linus)
- D. B. Sweeney (Tanner)
- John Prosky (Lawrence Pearl)
- Samantha Whittaker (Nell Plimpton)
- David Hoflin (William Norburg)
- Bernard White (Dr Robert McCormick)
- Mykelti Williamson (l'inspecteur Lange)
- Sumalee Montano (l'infirmière Liz)

### Épisode 13:La Séquence de Dieu
- États-Unis /  Canada : 10 mai 2013 sur Fox[26] / Global
- France : 26 octobre 2013 sur M6
- Québec : 9 avril 2014 sur AddikTV

- États-Unis : 2,42 millions de téléspectateurs[27] (première diffusion)
- France : 1,6 million de téléspectateurs[23](première diffusion)

- Ron Rifkin (Isaac)
- Margaret Easley (l'infirmière Judy)